# Відмова від спілкування (Доктор Хаус)
«Відмова від спілкування» (англ. Failure to Communicate)  — десята серія другого сезону американського телесеріалу «Доктор Хаус». Прем'єра епізоду проходила на каналі FOX 10 січня 2006. Доктор Хаус має допомогти його команді врятувати чоловіка перебуваючи в іншому штаті.

## Сюжет
Кореспондент Флетчер Стоун непритомніє і б'ється головою об стіл на вечірці з приводу виходу боса на пенсію. Підводячись Флетчер починає нести нісенітниці, тобто в нього почалась афазія. Хаус і Стейсі в Балтиморі, тому справою має зайнятись Форман. При огляді Форман дає чоловіку листок паперу, щоб той написав на ньому своє ім'я. Флетчер намагається, але в нього не виходить. В аеропорту Хаус помічає, що Стейсі не носить свій хрестик. Він питає в неї чи вона посварилась з чоловіком. Стейсі заперечує сварку, хоча Хаус вже точно впевнився в її пригніченому стані. Через снігопад всі рейси скасовують, Стейсі забронювала номер в готелі і запрошує Хауса.
Тим часом в лікарні у Флечера накопичується рідина в легенях і він починає задихатись. Чейз отримує позитивний тест на наркотики, хоча всі заперечують, що він міг вживати їх. Грета, начальник Флетчера, каже, що він вживав багато снодійного. Наречена пацієнта думала, що він веде здоровий спосіб життя і Флетчер не хотів, щоб вона знала про снодійне. Чейз і Форман перевіряють роботу і будинок Флетчера на наявність інших наркотиків, але нічого не знаходять. У готельному номері Хаус і Стейсі починають цілуватись, але їх перериває телефонний дзвінок. Команда каже, що не може поставити правильний діагноз. Той радить їм записувати все, що він каже. Невдовзі вони знову йому передзвонюють і кажуть, що він починає розмовляти з лікарями, тільки тоді коли дружини не має поряд. Форман просить Кадді відволікти Елізабет. Форман, Кемерон і Чейз заходять в палату Флетчера і вмикають на телефоні гучномовець, щоб Хауса було добре чути. Флетчер каже: "Вони забрали мою пляму. Я не міг впоратися з ведмедем". По "ведмедю" Хаус згадує одну загадку, по ній він дізнається, що у Флетчера біполярна хвороба. З цією хворобою людина хоче пригод і небезпек. Після того як Флетчер закохався він вирішив зробити операцію, яка б вилікувала його. В цей момент до палати заходить Елізабет і чує все, що так хотів приховати її наречений. Хаус дає розпорядження перевірити кров під мікроскопом, але не за допомогою комп'ютера. Форман помічає церебральну малярію. Флетчера починають лікувати, але Елізабет кидає його.